# Деклан Радд
Деклан Радд (англ. Declan Rudd, нар. 16 січня 1991, Дісс) — англійський футболіст, що грав на позиції воротаря.

## Клубна кар'єра
Народився 16 січня 1991 року в місті Дісс, Норфолк. Вихованець футбольної школи клубу «Норвіч Сіті». 26 вересня 2009 року в гостьовому матчі Першої ліги проти «Джиллінгема» (1:1), вийшовши на заміну після вилучення Фрейзера Форстера, а через три дні в грі проти «Лейтон Орієнта» (4:0) вперше вийшов в основі. До кінця сезону він провів сім ігор у чемпіонаті та одну гру в Кубку Англії, в «Норвіч» вийшов до Чемпіоншипу з першого місця. Там у наступному сезоні 2010/11 Радд був дублером Джона Радді, тому зіграв лише тричі, в тому числі і одну гру у чемпіонаті, де «Норвіч» сенсаційно посів друге місце в турнірній таблиці і таким чином пробився до Прем'єр-ліги.
27 серпня 2011 року Радд дебютував у Прем'єр-лізі після того, як Джон Радді був вилучений у матчі проти «Челсі» (1:3). Його першою дією у вищому дивізіоні був пропуск голу з пенальті від Френка Лемпарда. У зв'язку з дискваліфікацією Радді, Радд зіграв у Прем'єр-лізі 11 вересня вдома з «Вест-Бромвіч Альбіоном», відбивши пенальті від Пітера Одемвінгі, але команда все одно програла 0:1.

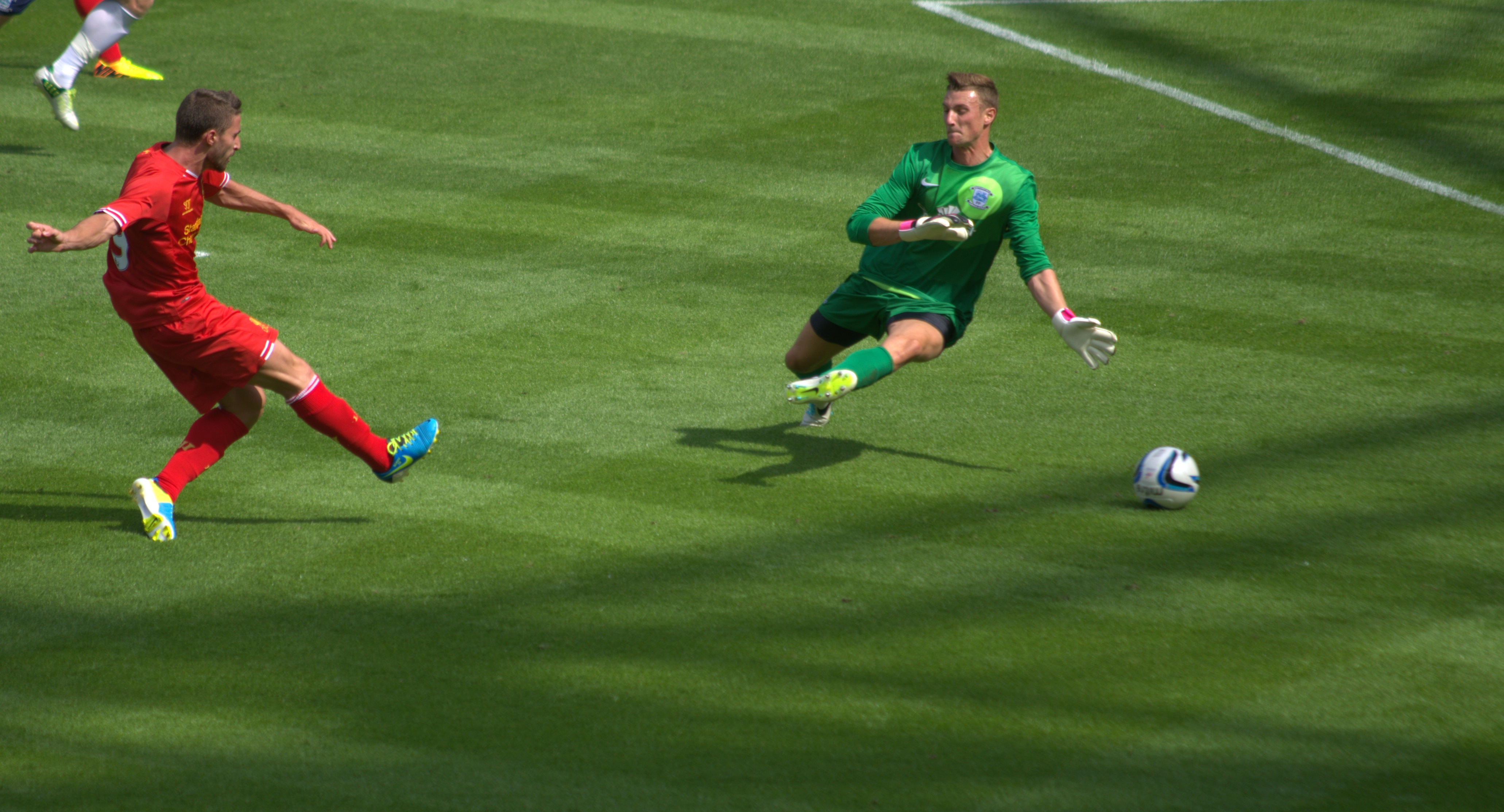
Деклан Радд (праворуч) проти гравця «Ліверпуля» Фабіо Боріні. 2013 рік.

З початку 2013 року Радд грав на правах оренди за «Престон Норт-Енд», де провів півтора сезони, після чого 12 серпня 2014 року підписав новий трирічний контракт з «Норвічем» з можливістю продовження ще на дванадцять місяців. Радд став другим воротарем «Норвіча» в сезоні 2014/15, тому зіграв лише два рази в першій команді у Кубку ліги. У наступному сезоні 2015/16 він зіграв 14 матчів, включаючи серію з 11 ігор у Прем'єр-лізі після втрати форми Джоном Радді.
2 серпня 2016 року Деклан приєднався до першолігового «Чарльтона» на правах сезонної оренди, який після відходу Стівена Гендерсона, Ніка Поупа та Марко Дмитровича залишився без воротаря. В результаті Радд провів 40 матчів за «Чарльтон» в усіх турнірах.
20 червня 2017 року було оголошено, що Радд підписав постійну угоду з «Престон Норт-Ендом» з Чемпіоншипу, де став основним воротарем. В січні 2021 року Радд отримав серйозну травму, через що вибув до кінця сезону. Він зіграв чотири ігри на початку сезону 2021/22, але знову вибув через рецидив в листопаді 2021 року, після чого оголосив про завершення кар'єри в березні 2022 року.

## Виступи за збірні
2006 року дебютував у складі юнацької збірної Англії (U-16), після чогор грав за інші юнацькі команди до 17 та 19 років. У липні 2010 року Деклан як основний воротар грав у складі збірної Англії до 19 років, яка дійшла до півфіналу чемпіонату Європи серед юнаків до 19 років у Франції. Загалом на юнацькому рівні взяв участь у 18 іграх.
Протягом 2011—2013 років залучався до складу молодіжної збірної Англії, з якою був учасником молодіжного чемпіонату Європи 2013 року, але був резервним воротарем і на поле не вийшов. Всього на молодіжному рівні зіграв в одному офіційному матчі.